# Split Challenger
Lo Split Challenger è stato un torneo professionistico di tennis giocato su campi in terra rossa. Faceva parte dell'ATP Challenger Series. Si giocava annualmente a Spalato in Croazia.

## Albo d'oro

### Singolare
| Anno | Campione        | Finalista          | Punteggio     |
| ---- | --------------- | ------------------ | ------------- |
| 1997 | Dinu Pescariu   | Juan Antonio Marín | 3–6, 6–2, 6–1 |
| 1998 | Orlin Stanojčev | Attila Sávolt      | 7–6, 6–4      |

### Doppio
| Anno | Campioni                  | Finalisti                       | Punteggio     |
| ---- | ------------------------- | ------------------------------- | ------------- |
| 1997 | Devin Bowen Dinu Pescariu | Trey Phillips David Roditi      | 7–6, 6–3      |
| 1998 | Geoff Grant Attila Sávolt | Álex López Morón Alberto Martín | 4–6, 6–3, 6–2 |